# لوريس (البرتغال)
لوريس هي مدينة من مدن البرتغال. يبلغ عدد سكانها 199,494 نسمة وذلك حسب إحصائيات سنة 2011. تبلغ مساحتها 167.24 كم².

## توأمة
للوريس (البرتغال) اتفاقيات توأمة مع كل من:
- Armamar [الإنجليزية]‏
- مايو [الإنجليزية]‏
- ماتولا
- Diu, India [الإنجليزية]‏

## أعلام
- فريدريكو دا كوستا
- إدواردو لويس
- ماورو سيركويرا
- فيليبي ناسيمنتو

## وصلات خارجية
- الموقع الرسمي